# José González Aguirre
José González Aguirre (1857-1913) fue un autor español.

## Biografía
Nació en 1857. Fue autor de, entre otras obras, un Diccionario geográfico y estadístico de Asturias (1897), que, según asegura en la dedicatoria, «contiene todas las ciudades, villas, concejos, parroquías, lugares, aldeas, caseríos, rios, montes y valles» de la provincia. Falleció en 1913.